# إرين مك ليود
إرين مك ليود (26 فبراير 1983 بسانت ألبرت في كندا - ) هي لاعبة كرة قدم كندية في مركز حراسة المرمى، شاركت في الألعاب الأولمبية الصيفية 2012 والألعاب الأولمبية الصيفية 2008. وشاركت مع منتخب كندا لكرة القدم للسيدات ومنتخب كندا تحت 20 سنة للسيدات لكرة القدم. أما مع النوادي، فقد لعبت مع شيكاغو رد ستارز وDalsjöfors GoIF ‏ وهيوستن داش ونادي روسينجورد للسيدات وفانكوفر وايتكابس (نادي كرة قدم) وWashington Freedom (soccer) ‏ وVancouver Whitecaps FC (women) ‏.

## وصلات خارجية
- إرين مك ليود على موقع الاتحاد الدولي (مؤرشف)  (الإنجليزية)
- إرين مك ليود على موقع الاتحاد الأوربي (الإنجليزية)
- إرين مك ليود على موقع اتحاد السويد (السويدية)
- إرين مك ليود على موقع قاعدة بيانات كرة القدم.إي يو (الإنجليزية)
- إرين مك ليود على موقع Soccerway.com (الإنجليزية)
- إرين مك ليود على موقع عالم كرة القدم.نت (الإنجليزية)
- إرين مك ليود على موقع أوليمبيديا (الإنجليزية)
- إرين مك ليود على موقع اللجنة الأولمبية الكندية (الإنجليزية)